# ЈУ „Прва основна школа” Завидовићи
ЈУ „Прва основна школа” је једна од основних школа на подручју општине Завидовићи. Налази се у Улица Сафет бега Башагића. 

## Историјат
Изградња школе је почела 1958. године, а са радом је почела давне 1960. године. На сједници Наставничког вијећа и Школског одбора 26. новембра 1960. године школи је додијељено име Основна школа “29. новембар”. Школу је похађало 1045 ученика који су били распоређени у 27 одјељења. Наставничко вијеће је чинило 29 наставника. Први директор школе је била Перла Андрић, а за предсједника Школског одбора изабран је Анто Најзер. У школској 1970/1971. години школа је имала 2413 ученика распоређених у 68 одјељења. Поводом Дана ослобођења Завидовића колективу Основна школа “29. новембар” додијељена је Златна плакета за постигнуте резултате у протеклим годинама. Половином септембра 1975. године формирано је специјално одјељење које је имало 8 ученика. Почетком рата школу напушта велики број наставника, али и директор школе. Скупштина опћине Завидовићи је 18. марта 1994. године донијела одлуку о новом имену школе по којој се Основна школа "29. новембар” преименује у Прву основну школу. За свој рад школа је 1999. године добила Спомен плакету опћине Завидовићи за постигнуте резултате и Плакету Министарства за образовање науку, културу и спорт за постигнуте резултате током наставног рада за школску 1997/1998. и 1998/1999. годину. Прва основна школа је и током наредних година добила низ признања за освојена мјеста на такмичењима чиме је настављен континуитет у постизању резултата како у наставним тако и у ваннаставним активностима. Данас Прву основну школу похађа 1134 ученика који су распоређени у 49 ођељења, а упослено је 85 упосленика. Наставни кадар је стручан и верификован и може бити гаранција доброг развоја и провођења реформи у школству. Прва основна школа има у свом саставу и подручне школе: Ловница (Горња Ловница и Доња Ловница), Мећевићи (Граб и Крчевине), Долац (Долац, Казићи и Доња Близна). Подручна школа у Доцу је девастирана и тренутно није у функцији.